# Атомний ракетний крейсер

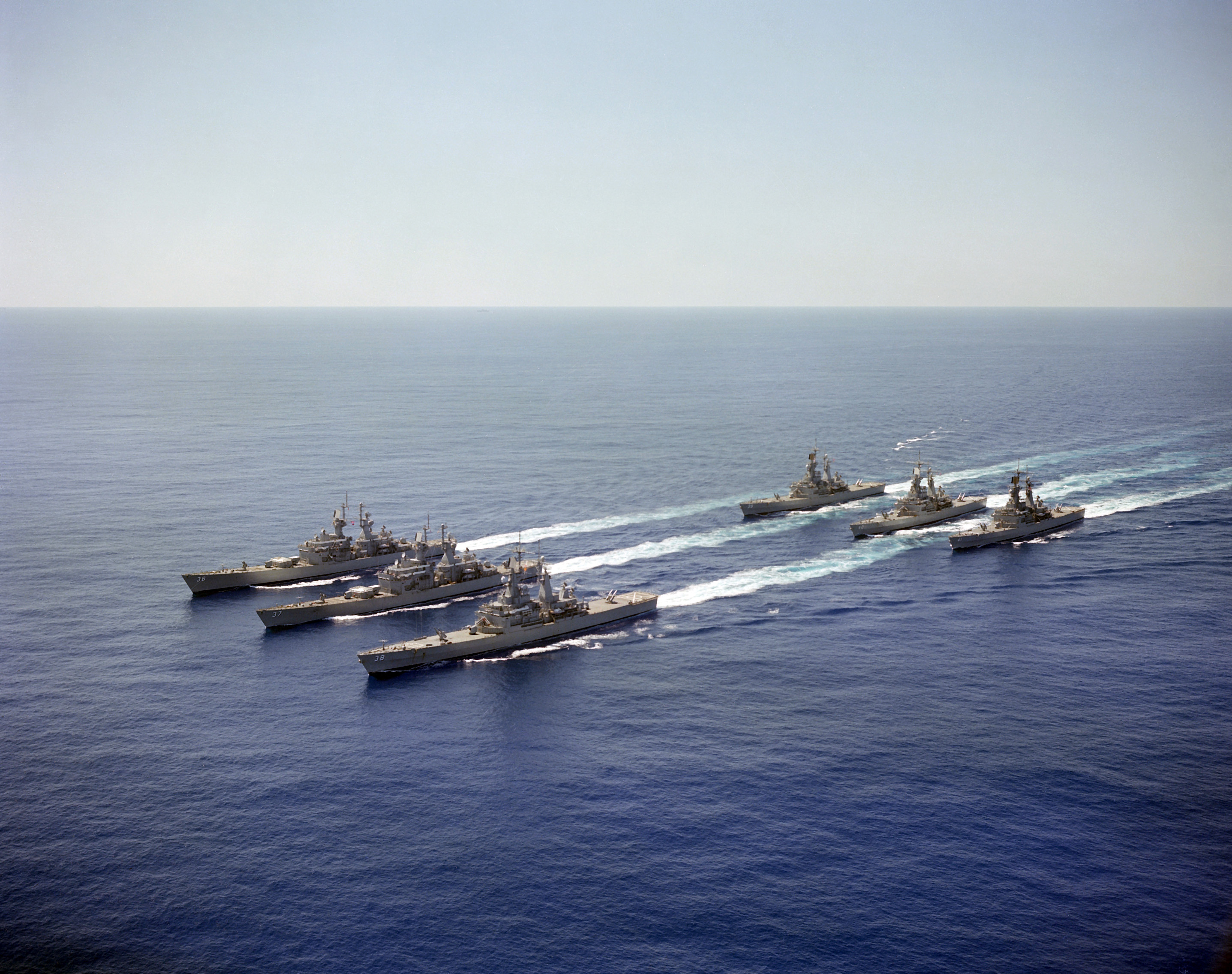
Атомні крейсера ВМС США в єдиному строю. 1981

Атомний ракетний крейсер — підклас ракетних крейсерів, що відрізняється від інших кораблів цього класу наявністю ядерної енергетичної установки (ЯЕУ). Перші атомні крейсери з'явилися в 1960-х у США. Через складність конструкції і вкрай високу вартість вони будувалися лише для флотів наддержав — США і СРСР. На даний момент експлуатується лише один атомний ракетний крейсер — «Петр Великий»  ВМФ Росії.

## Передумови до створення атомних ракетних крейсерів
На початку 1950-х військових і конструкторів провідних країн охопила «ядерна» ейфорія. Незважаючи на скромні питомі характеристики тогочасних ядерних енергетичних установок, ядерними реакторами планувалися оснастити літаки, локомотиви і навіть автомобілі. Природно першими кандидатами на звання «атомних» стали військові кораблі. У 1955 році з'явилася перша в світі атомна ПЛ «Наутілус». Однак якщо доцільність встановлення ядерної енергетичної установки на підводних човнах була цілком очевидною, то вигоди подібної енергетики для надводних кораблів виглядали не настільки однозначними. У 1950-х — початку 1960-х років у США розгорнулася відкрита дискусія про можливе застосування атомних надводних кораблів. Прихильники ядерної енергетики, яких очолював «батько атомного флоту» адмірал Хайман Ріковер (Hyman G. Rickover), висували такі аргументи на користь ядерної енергетичної установки:

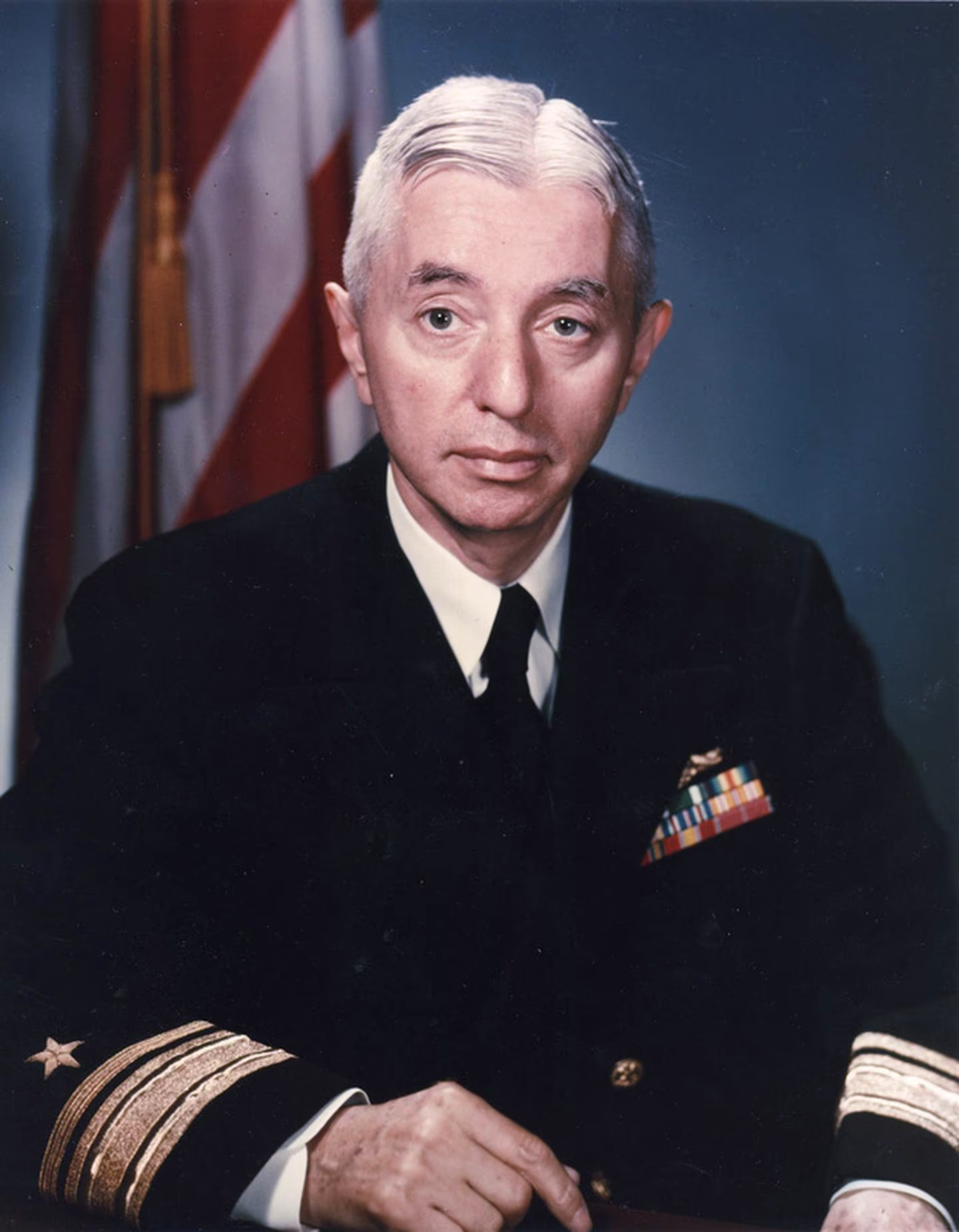
Адмірал Х. Ріковер

- Дуже велика автономність по дальності плавання;
- Здатність практично необмежено тривалого підтримання високої швидкості без впливу на ресурс головних механізмів;
- Відсутність розвинених газоходів, що спрощує внутрішнє розташування та архітектуру надбудови.

Натомість противники атомного флоту чергу вказували на наступні вади кораблів з атомним двигуном:
- Надзвичайно велика вартість, що неминуче призведе до скорочення чисельності флоту;
- Можливості більш традиційних енергетичних установок ще не вичерпані;
- Висока автономність кораблів з ядерною енергетичною установкою стосується лише дальності плавання. Не зникає потреба у постачанні боєкомплекту, провіанту та інших видів забезпечення.

Варто зазначити, що у Сполучених Штатах не проводилося відкритих дискусій з цілком очевидної проблеми — бойової живучості атомних кораблів:

Дещо дивним… стала відсутність (у всякому разі, у відкритій пресі) дебатів з приводу бойової живучості атомних надводних комбатантів. Питання це, дійсно, лежить на поверхні: що ж буде з атомним кораблем при навіть незначному ураженні, скажімо, систем 1-го контуру? Для кого небезпечнішим тоді стане корабель — для супротивника або для власного екіпажу?

## Перше покоління атомних ракетних крейсерів

### Атомні ракетні крейсери США

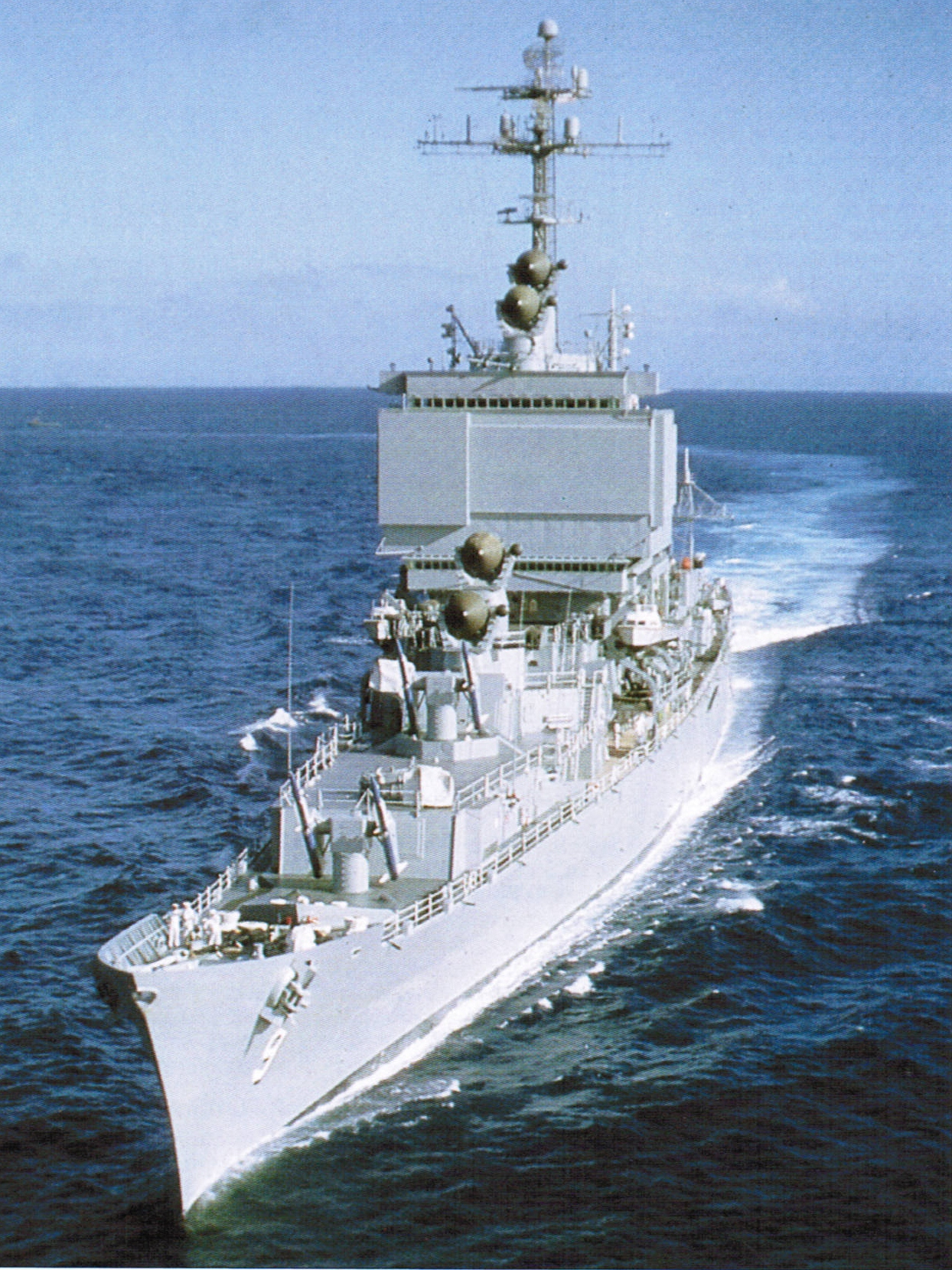
Атомний ракетний крейсер «Лонг Біч»

Проєктування першого атомного ракетного крейсера «Лонг Біч» (CGN-9 Long Beach) в США розпочали у 1955. Слід зауважити, що американці зовсім не прагнули створити саме «крейсер». Основним завданням майбутнього корабля було забезпечення протиповітряної оборони авіаносного з'єднання на чолі з першим атомним авіаносцем «Ентерпрайз». Таким чином передбачалося створити фактично ескортний корабель. Однак у той момент американські суднобудівники ще не мали у своєму розпорядженні досить компактної ядерної енергетичної установки. Енергетична установка «Лонг Біч» C1W створювалася на базі реактора S5W, що застосовувалися на перших серійних підводних човнах ВМС США. Його потужність виявилася недостатньою і на крейсері довелося встановити два таких реактора, причому загальна вага енергетичної установки виявився в 5 разів більше, ніж такий же по потужності котлотурбінної. Результатом цього стало значне зростання розмірів і водотоннажності корабля.

### Проєкт радянського атомного ракетного крейсера
В 1955-1956 керівництво радянського ВМФ видало два завдання на проєктування надводних кораблів з ядерної енергетичної установки. Передбачалося розробити легкий крейсер проєкту 63, озброєний стратегічними і протикорабельними ракетами, а також ЗРК ближньої дії М-1. Одночасно розроблявся корабель ППО проєкту 81, оснащений ЗРК дальньої дії М-3. На початку 1957 обидві розробки були об'єднані на базі крейсера проєкту 63.
Передбачувані технічні характеристики корабля були наступними: водотоннажність 15-16 тисяч тонн, швидкість — 32 вузла. Планувалося побудувати до 7 кораблів цього проєкту.
Розробка крейсера була доручена ЦКБ-17, але фактично справа не пішла далі ескізного проєкту, який виявився досить приблизними. Більша частина запланованого озброєння і обладнання існувала виключно на папері. Крім того, викликала значні сумніви бойова стійкість кораблів проєкту у відкритому океані, насамперед при повітряному нападі. У результаті роботи були припинені у березні 1959.

## Друге покоління атомних ракетних крейсерів

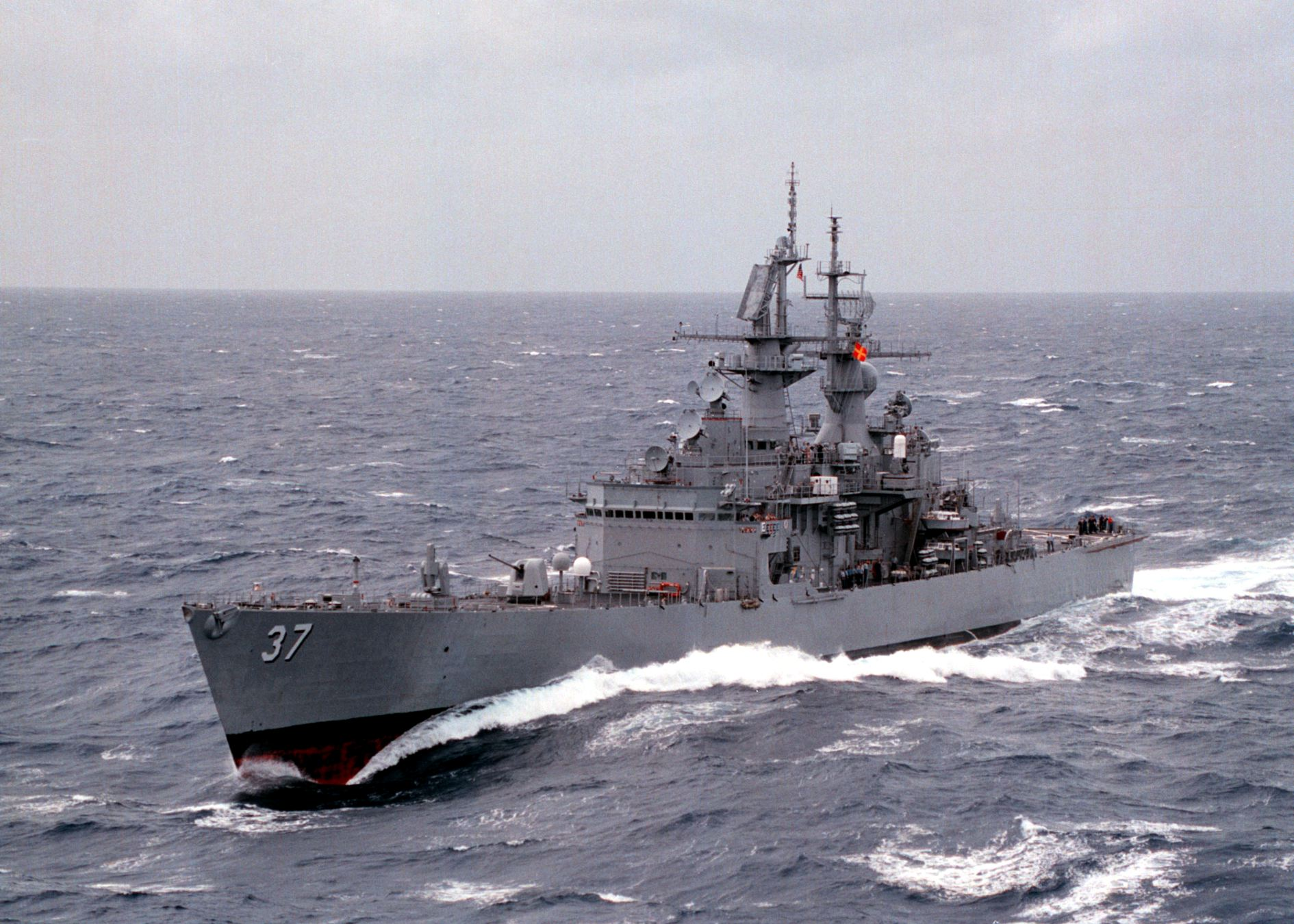
Атомний ракетний крейсер «Південна Кароліна» типу «Каліфорнія»

### Атомні ракетні крейсери США
Представниками другого покоління атомних ракетних крейсерів США були крейсери типу «Каліфорнія» (2 одиниці) та крейсери типу «Вірджинія» (4 одиниці).

### Атомні ракетні крейсери СРСР
Єдиними типом атомних ракетних крейсерів ВМС СРСР були крейсери проєкту 1144 (4 одиниці, один корабель добудовано після розпаду СРСР).

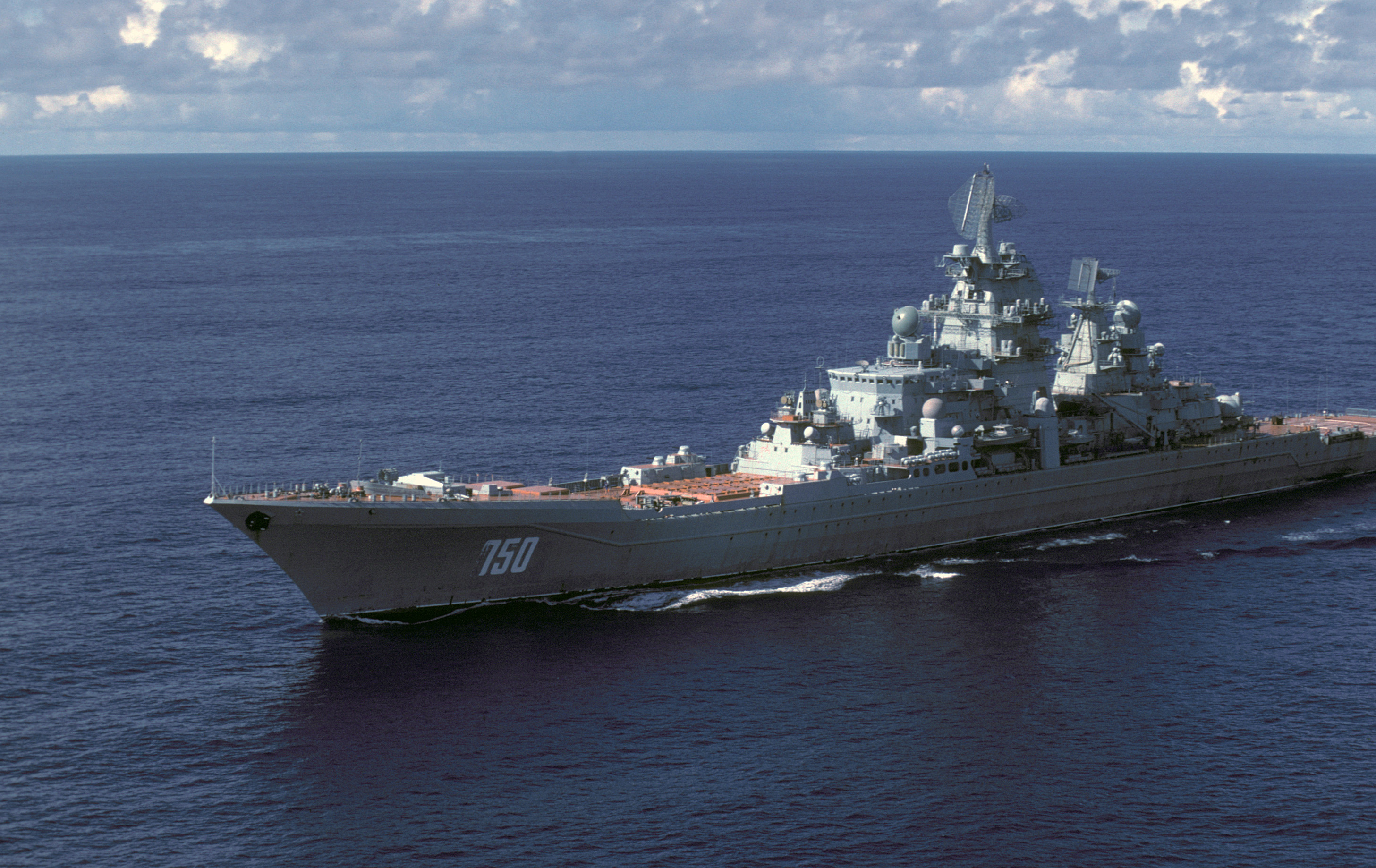
Атомний ракетний крейсер «Фрунзе» проєкту 1144.2. 1985